# Адалбакан

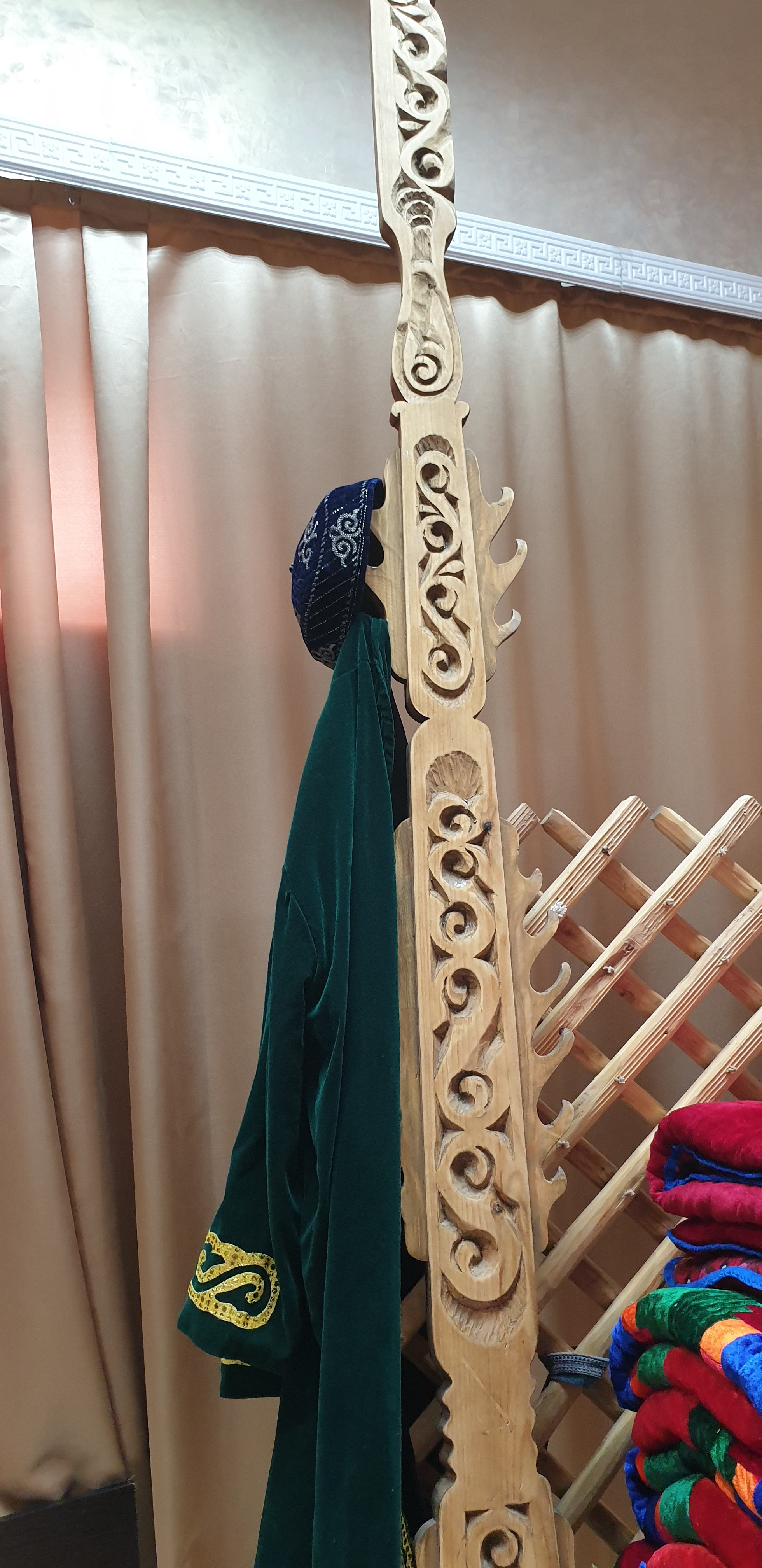
Адалбакан

Адалбакан (каз. Адалбақан) — шест с ответвлениями, предмет домашнего обихода. Применяется в юрте в качестве вешалки. Также поддерживает лёгкую ширму, отгораживающую часть юрты, где хранятся продукты, утварь. Адалбаканы изготовляют из дерева, металла и других материалов, украшают резьбой, драгоценными металлами, костью.